# 勝楽寺 (所沢市)
勝楽寺（しょうらくじ）は、埼玉県所沢市の南西部の大字。郵便番号は359-1154。
本項では1889年（明治22年）の町村制施行時に同区域に存在した勝楽寺村についても記す。

## 地理
所沢市の南西端に位置し、山口地区に所属する。
同市上山口・三ヶ島・堀之内、入間市宮寺、および東京都西多摩郡瑞穂町石畑、武蔵村山市中央・三ツ木・本町、東大和市多摩湖に隣接する。
かつては埼玉県入間郡勝楽寺村、その後山口村にあたる。1927年に山口貯水池（狭山湖）の建設が始まって以降、ほぼ全域が山口貯水池（狭山湖）もしくは保安林となっており、現在、同所を住所としている建物は東京都水道局の貯水池管理事務所（および付帯施設）のみである。水没前、勝楽寺と呼ばれる寺院があったが貯水池の工事に伴い、そのまま建造物を解体・移転移築し、現在の所沢市大字山口1119に仏蔵院と名前を変えて存在している。

## 歴史
当地は狭山丘陵の谷の奥に位置し、水に恵まれ古くから人が住み、農業と織物の生産で繁栄した。

### 地名の由来
- かつて当地に存在した寺院「勝楽寺[注釈 1]」に由来する。寺院は奈良時代の創建と伝わる[8]。

### 沿革
- 1889年（明治22年）4月1日 - 町村制施行に伴い勝楽寺村が発足。山口村、上山口村と町村組合を結成し、山口組合村となる。
- 1902年（明治35年）6月1日 - 山口組合村3村が合併し、改めて山口村が発足。同村の村域となる。
- 1927年（昭和2年） - 山口貯水池（狭山湖）の建設が開始され、一帯が水没し住民は隣の小手指村などに移住した。
- 1934年（昭和9年） - 山口貯水池完成。
- 1942年（昭和17年）3月31日 - 根古屋城跡が埼玉県指定史跡に指定される[10]。
- 1943年（昭和18年）4月1日 - 山口村が所沢町・小手指村・富岡村・吾妻村・松井村と合併して所沢町大字勝楽寺となる。
- 1950年（昭和25年）11月3日 - 所沢町が市制施行して所沢市となる。
- 1975年（昭和50年） - 狭山湖の修復工事のため排水され、約40年ぶりに湖底の地面が現れる[11]。

## 交通
鉄道
- 最寄駅は、西武狭山線:西武球場前駅

道路
- 埼玉県道・東京都道55号所沢武蔵村山立川線

## 施設
- 東京都水道局 貯水池管理事務所
- 気象庁 東京管区気象台 熊谷地方気象台 所沢観測所(観測所番号： 43266)
1975年（昭和50年）6月11日より降水量、1977年（昭和52年）12月21日より気温、風向、風速および日照時間の観測開始

## 史跡
- 根古屋城跡 - 遺構の保存状態が非常に良く、埼玉県指定史跡に指定されている。普段は立ち入ることはできない[10]